# Friendship, Wisconsin
Există și un orășel numit Friendship în comitatul Fond du Lac.
Friendship este un sat din comitatul Adams din statul federal Wisconsin. Populația localității, care este și sediul comitatului era de 698 de locuitori conform recensământului Statelor Unite din anul 2000. 

## Geologie
Movila Friendship, formată de ghețari pe timpul ultimei glaciații,  se află în partea de nord a satului. Altă movilă, Roche-A-Cri, este la câțiva kilometri nord de sat în parcul Roche-A-Cri State Park. Aceasă movilă conține petroglife (desene gravate manual în rocă).

## Geografie
Friendship este localizat la 43°58′18″N 89°49′7″V (43.971758, -89.818718) .
Potrivit Biroului Recensământului SUA, satul are o suprafață totală de  0.94 mile² (2.4 km²) din care 0.9 mile² (2.3 km²) este uscat și 0.04 mile² (0,1 km² )(3,26%) este apă.
Orașe din apropiere
Figura de mai jos arată localitățile din apropiere satului Friendship, pe o rază de 28 km.

## Demografie
Conform recensământului din anul 2000 , Friendship avea o populație de 698  de locuitori (302.8 loc./km²):
257 gospodării,
157 familii,
294 unitâți locative ( 127.5/km²).
29.2% din familii au copii sub 18 ani
44.0% din gospodării sunt familii căsătorite
10.9% din gospodării sunt femei singure
38.9% fără familie
Structura demografică
94.27%albi
0.43% afro-americani
1.72% amerinidieni
2.15% asiatici
0.14% locuitori ai insulelor din Pacific
0.57%  alte grupări etnice